# Liste der Äbte von Le Bec
| Nr. | von                | bis                | Name | Darstellung |
| --- | ------------------ | ------------------ | --- | ----------- |
| 1   | 1034               | 26. August 1078    | Der selige Herluin von Brionne. |             |
| 2   | 1078               | März 1093          | Der heilige Anselm von Canterbury, später Erzbischof von Canterbury. |             |
| 3   | 1093               | 16. April 1124     | Guillaume de Montfort, verwandt mit Roger de Beaumont. (Haus Bastembourg) |             |
| 4   | 1124               | 24. Juni 1136      | Boson, vorher Prior (Stellvertreter des Abtes) in Bec. |             |
| 5   | 1136               | 1138               | Theobald von Bec, vorher Prior von Bec, später Erzbischof von Canterbury. |             |
| 6   | 1139               | 2. Juli 1149       | Letard (auch Letald), geboren in Le Bec-Hellouin, war Prior in Rouen. |             |
| 7   | Juli 1149          | September 1179     | Roger I. de Bailleul, weigerte sich Erzbischof von Canterbury zu werden. |             |
| 8   | 1179               | 1187               | Osbern, vorher Prior in Beaumont-le-Roger. |             |
| 9   | 1187               | 1194               | Roger II., vorher Prior von Bec. |             |
| 10  | 1195               | 1197               | Wautier, trat 1197 zurück. |             |
| 11  | 1197               | 16. Mai 1198       | Hugues de Cauquainvilliers, vorher Prior des Klosters Bonne-Nouvelle in Rouen. |             |
| 12  | 1198               | 18. September 1211 | Guillaume II., vorher Mönch in Belli-Loci, dem ehemaligen Kloster in Beaulieu-lès-Loches (heutiges Département Indre-et-Loire). |             |
| 13  | 26. September 1211 | 17. Juli 1223      | Richard de Saint-Léger (auch Richard de Bellevue), später Bischof von Évreux. |             |
| 14  | 28. Juli 1223      | 23. Juni 1247      | Henri de Saint-Léger, vorher Prior in Bec. |             |
| 15  | 22. August 1247    | 23. November 1265  | Robert I. de Clairbec, trug den Titel vineator Becci in Francia (Winzer von Bec in Frankreich). |             |
| 16  | Dezember 1265      | Oktober 1272       | Jean I. de Guineville. |             |
| 17  | Oktober 1272       | November 1281      | Pierre de la Cambe, vorher Prior von Saint-Laurent d’Envermeu. |             |
| 18  | 26. November 1281  | 15. November 1304  | Ymer de Saint-Ymer, vorher Prior in Saint-Hymer. |             |
| 19  | 19. Dezember 1304  | 24. August 1327    | Gilbert de Saint-Étienne, vorher Verwalter des Kornspeichers in Bec. |             |
| 20  | 29. August 1327    | April 1334         | Geoffroy I. Faé, vorher Prior des Klosters Bonne-Nouvelle in Rouen, im April 1334 zum Bischof von Évreux gewählt. |             |
| 21  | 23. Juni 1334      | 19. Februar 1351   | Jean II. des Granges, vorher Richter in Bec. |             |
| 22  | 1351               | 1. Oktober 1361    | Robert II. Couroye (auch de Rotes genannt), † 1. Oktober 1361. |             |
| 23  | 1361               | 2. Mai 1388        | Guillaume Popeline, geboren in Beuzeville. |             |
| 24  | 1388               | 1391               | Estout d’Estouteville, trat 1391 zurück und wurde Abt von la Trinité in Fécamp. |             |
| 25  | 1391               | 15. Juni 1399      | Geoffroy II. Harenc (auch de Paris genannt), war erst 1389 zum Abt der Abtei Jumièges gewählt worden. |             |
| 26  | 17. Juli 1399      | 3. Januar 1418     | Guillaume IV. d’Auvillars, † 3. Januar 1418. |             |
| 27  | Februar 1418       | 2. Mai 1430        | Robert III. Vallée (auch Guillaume genannt), geboren in Le Bec-Hellouin, war Prior des Klosters Bonne-Nouvelle in Rouen. |             |
| 28  | Juli 1430          | Juli 1446          | Thomas Frique, geboren in Le Bec-Hellouin, gehörte zu den Richtern, die über Jeanne d’Arc (1412–1431) urteilten. |             |
| 29  | 1446               | 17. November 1452  | Jean III. de La Motte, geboren in Rouen, war Prior in Rouen, † 17. November 1452. |             |
| 30  | Januar 1453        | Mai 1476           | Geoffroy III. Benoit (auch d’Espagne genannt), vorher Prior des Klosters Bonne-Nouvelle in Rouen. |             |
| 31  | Mai 1476           | 28. November 1484  | Jean IV. Boucart, † 28. November 1484 bei Saint-Lô, Bischof von Avranches, war der erste Kommendatarabt. |             |
| 32  | Dezember 1484      | April 1491         | Robert d’Évreux (auch de Rouen genannt), vorher Prior in Beaumont-le-Roger, trat 1491 zurück. |             |
| 33  | November 1491      | 1515               | Guillaume V. Guerin, (auch de Rouen genannt), trat nach dem Tod von Ludwig XII. (1462–1515) zurück. |             |
| 34  | 19. März 1515      | 1517               | Jean V. Ribaud, trat 1517 zurück. |             |
| 35  | 1517               | 1519               | Adrien Gouffier de Boissy, Kardinal, Bischof von Coutances, Kommendatarabt. |             |
| 36  | 1519               | 1533               | Jean VI. de Dunois (auch d’Orléans-Longueville genannt), Erzbischof von Toulouse, Bischof von Orléans, 1533 Kardinal. |             |
| 37  | 1533               | 7. August 1543     | Jean VII. Le Veneur († 7. August 1543), Kommendatarabt von Bec, Mont-Saint-Michel und Grestain, Kardinal und Bischof von Lisieux. |             |
| 38  | 1543               | 7. Juni 1558       | Jacques d’Annebault († 7. Juni 1558), Kardinal, Bischof von Lisieux und Abt von Mont-Saint-Michel. |             |
| 39  | 1558               | 24. Oktober 1572   | Louis I. de Lorraine-Guise (1527–1578), Kommendatarabt von Bec, Saint-Victor in Paris, der Benediktinerabtei Tournus, Abtei Saint-Pierre in Moissac und Saint-Germain d’Auxerre, Bischof von Troyes, Albi und Metz und Kardinal.                                             |             |
| 40  | 1572               | Januar 1591        | Claude de Lorraine (1563–1591, auch Chevalier d’Aumale genannt), Sohn von Claude de Lorraine, duc d’Aumale (1526–1573), er wurde 1591 im Kampf an der Kathedrale von Saint-Denis getötet. Nach seinem Tod wurde die Abtei bis 1597 von einem Oeconomus (Verwalter) geleitet. |             |
| 41  | September 1597     | 21. Dezember 1661  | Dominique de Vic († 21. Dezember 1661), Erzbischof von Auch Nach seinem Tod wurde die Abtei bis 1665 von einem Oeconomus (Verwalter) geleitet. |             |
| 42  | 1665               | 10. Dezember 1707  | Jacques-Nicolas Colbert (* 1655; † 10. Dezember 1707), Sohn des Staatsmanns Jean-Baptiste Colbert (1619–1683), war ab 1691 Erzbischof von Rouen. |             |
| 43  | Dezember 1707      | 18. Juni 1717      | Roger III. de La Rochefoucauld († 18. Juni 1717 in Buda in Ungarn). |             |
| 44  | 1717               | 16. Juni 1771      | Louis de Bourbon-Condé, comte de Clermont (* 1709; † 16. Juni 1771). |             |
| 45  | 1782               | 1790               | Yves Alexandre de Marbeuf (1734–1799), war ab 1767 Bischof von Autun und ab 1788 Erzbischof von Lyon, letzter Abt vor der Schließung der Abtei im Zuge der Französischen Revolution.                                                                                         |             |